# Webster County Courthouse (Iowa)
Das Webster County Courthouse in Fort Dodge ist das Justiz- und Verwaltungsgebäude (Courthouse) des Webster County im Zentrum des US-amerikanischen Bundesstaates Iowa.
Das heutige Gebäude ist das dritte Courthouse des Webster County. Nach der Gründung des Countys wurde der heute nicht mehr existierende Ort Homer als erster Verwaltungssitz ausgewählt. Im Jahr 1856 entschieden die Bürger für den Umzug nach Fort Dodge. Zwischen 1859 und 1861 wurde das Justiz- und Verwaltungsgebäude errichtet. Das Gebäude genügte aber bald den wachsenden Ansprüchen durch die Zunahme der Bevölkerung nicht mehr, sodass 1902 die Entscheidung zum Bau eines neuen und größeren Gebäudes fiel.
Das vierstöckige Gebäude mit sich über die Vorderfassade erhebenden Uhrturm wurde nach einem Entwurf des Architekten Henry C. Koch im Beaux-Arts-Stil errichtet. Mit der Bauausführung wurde die Firma Northern Building Company beauftragt. 1902 wurde das Gebäude seiner Bestimmung übergeben.
Im Jahr 1981 wurde das Gebäude mit der Referenznummer 81000274 in das National Register of Historic Places aufgenommen.